# Félix González
Pour les articles homonymes, voir Félix González (homonymie) et González.
Félix González Gorostizaga, né le 25 octobre 1945 à Arrigorriaga en Biscaye, est un coureur cycliste espagnol. Il est professionnel entre 1969 et 1975.

## Palmarès
- 1965
  - 2e de la Prueba Alsasua
- 1967
  - 3e de la Prueba Alsasua
- 1970
  - Tour de Tolède

## Résultat sur les grands tours

### Tour de France
1 participation
- 1973 : abandon (11e étape)
- 1974 : abandon (12e étape)

### Tour d'Espagne
4 participations
- 1970 : abandon (11e étape)
- 1971 : abandon (14e étape)
- 1972 : 29e
- 1973 : 47e